# Skarvanes
Skarvanes est un village situé sur l'île de Sandoy aux îles Féroé.
Sa population était d'environ 10 habitants permanents dans les années 2010.